# Brunszvik-kastély
A Brunszvik-kastély a Fejér vármegyei Martonvásár városában található. Magyarország egyik legismertebb főúri rezidenciája.

## Története
Martonvásár és a Brunszvik család története egymástól elválaszthatatlan. Már két-háromszáz évvel korábban is lakott terület volt Martonvásár, a török időkben elnéptelenedett, majd azt követően a Beniczky család, Beniczky Sándor birtokába került. Idősebb korompai Brunszvik Antal, Mária Teréziától kapta a grófi címet és a martonvásári birtokot. Halála után, 1783-ban gyermekei között szétosztották a birtokait. Alsókorompa sorshúzás útján a fiatalabb fiúé, Brunswick Józsefé (a majdani tárnokmesteré és országbíróé), Martonvásár pedig Brunswick Antalé lett, ahol később fia, Ferenc építtette fel a kastélyt.
1785-ben, amikor a terület még Beniczkyék birtokában volt, akkor épült meg a kastélynak azon része, amely egy földszintes, barokk kúria volt. A kastély 1783–1785 között épült, akkor 11 helyiség volt az egyik szárnyon 6–7 helyiség a templomnak a túlsó oldalán. Brunszvik Ferenc az 1820-as években emeletet építtetett a kastélyra és klasszicista, majd fia, Brunszvik Géza neogót stílusban építtette át a kastélyt, 1872–1875 között. 1893-ban eladta a birtokot, és az egy rövid ideig József Károly Lajos főhercegé volt, majd négy év múlva 1897-ben eladta a kastélyt Dreher Antal sörgyárosnak, aki 1945-ig birtokolta, és több jelentős átalakítást végeztetett rajta. Az épületen az 1920-as években  újabb, kisebb átalakítások történtek. 1945-ben hadi kórházat rendeztek be benne, majd gazdátlan lett. 1953 óta a Magyar Tudományos Akadémia fennhatósága alá tartozik. A háborús károk helyreállítása után pedig az 1970-es években Sztupa Aurél tervei szerint állították helyre. A kastélyban ma Beethoven-emlékmúzeum működik.

## Beethoven és a Brunszvik család

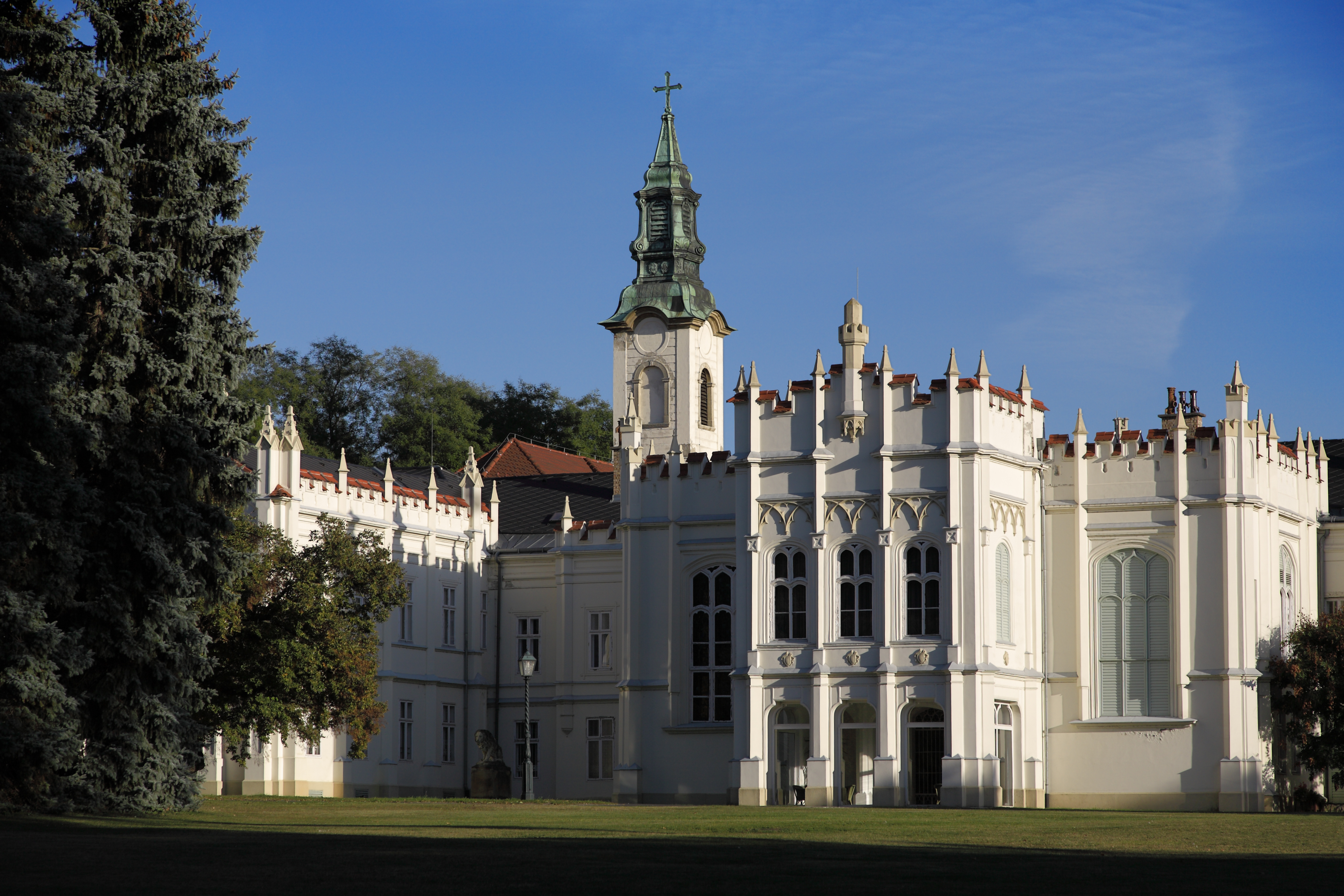
A Brunszvik-kastély a barokk kastélykápolnával

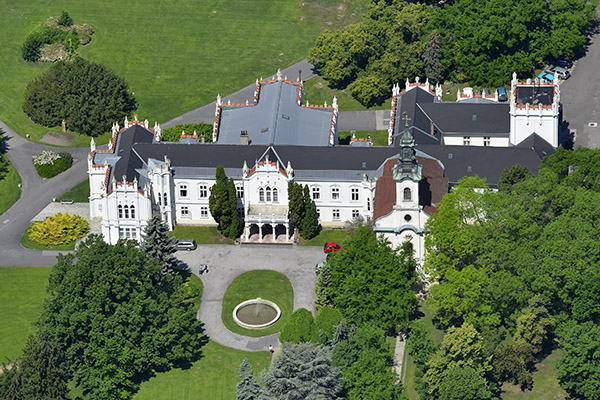
A Brunszvik-kastély légi felvételen

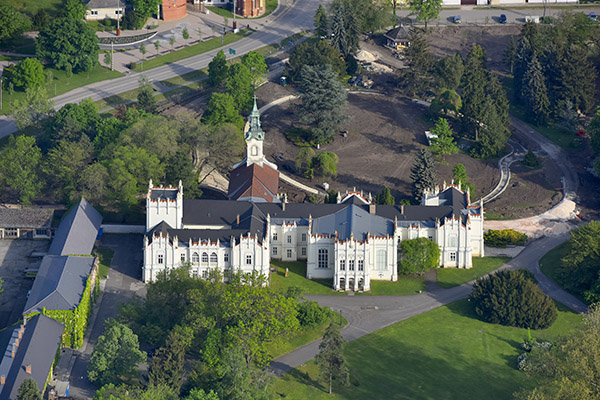
Martonvásár, Brunszvik-kastély – légi fotó

Beethoven mint a Brunszvik-lányok zongoratanára többször megfordult a kastélyban. 1799-ben özvegy Bruszvik Antalné, született Seeberg Anna bárónő 24 éves lányával, Terézzel és a 21 éves Jozefával elment a császárvárosba azzal a nem titkolt céllal, hogy egyik vagy másik lányát férjhez adja. Ekkor kérte meg Beethovent, hogy tanítsa meg a lányokat zongorázni. Beethoven nem szeretett tanítani, mert az volt a véleménye, hogy tanítson az, aki nem tud komponálni. De a lányokkal kivételt tett. 16 napig foglalkozott velük. Általuk megismerkedett Brunszvik Ferenccel, a lányok fivérével, aki később barátja és mecénása lett. 1808-ig háromszor látogatott el Martonvásárra. 1806-ban itt fejezte be az Appassionatát, amit Brunszvik grófnak ajánlott. Beethovent Jozefához fűzték gyengéd szálak, erről tanúskodik az a 14 levél, amely a 20. század elején került elő. Brunszvik Teréz pedig mélyen tisztelte Beethovent.

## Leírása
Szabadon álló, egyemeletes, összetett alaprajzú, változatos tömegcsoportosítású épület. Az előkertre néző főhomlokzata 3+4+3+(templom)+4+1 tengelyes, Bal oldalon erősen, a közepén viszont csak jelzésszerűen előrelépő két rizalit látható. Mindkettőt csúcsíves hármas ikerablakok tagolják, felettük fiatornyokkal ellátott pártázatos oromzattal. A homlokzat többi ablaka egyenes záródású, az emeleten törtívű szemöldökpárkánnyal. A középrizalit előtt hat oszlopon álló, áttört mellvédű erkély van. A barokk kápolna utáni egytengelyes szakaszon csak jelzésszerűen előrelépő rizalit található. A homlokzat sarkaiban trapéz alaprajzú, kiemelkedő, fiatornyos toronyszerű részek épültek. Hátsó homlokzata bonyolult alaprajzú, (1+1+3+1+1)+1+1+1+(1+3+1)+1+1+1+(1) tengelyes. A baloldali és a középső rész erősen előrelép, a bal oldali négy ablak, a középső a földszinten négy, az emeleten három ablak szélességben. A homlokzaton hatalmas csúcsíves ablakok, csarnokablakok és változatosan csoportosított rizalitok húzódnak. A kastély ezen részén pártázatos, sisak nélküli, négyzetes alaprajzú zömök torony áll. Az oldalhomlokzat 1+3+3 osztású, közepén jócskán előrelépő rizalittal, földszintjén hármas osztású ajtóval, emeletén három csúcsíves záródású ablakkal.
A kastélyhoz északról hátranyúló földszintes szárnyak csatlakoznak.

## A kastélypark
A 70 hektáros angolkertet Brunszvik Ferenc alakíttatta ki. A kert tervezője Christian Heinrich Nebbien volt. A parkon átfolyó Szent László-patak vizét felduzzasztva kis szigetet hoztak létre. A kertben égerest, törpe mandulást telepítettek, valamint egzotikus fafajokat ültettek. Így cédrusokat, mocsári ciprust, platánok kerültek ide. A második világháború alatt és után súlyos károkat szenvedett park helyreállítása 1949-ben kezdődött. Az angolkertet 1953-ban természetvédelmi területté nyilvánították. A terület fenntartója az MTA Mezőgazdasági kutatóintézete. A kastélyparkban a szigeten állították fel Pásztor János Beethoven-szobrát a zeneköltő halálának 100. évfordulójára.